# Fragassa palustre
La fragassa palustre (Potentilla palustris) és una espècie de planta herbàcia perenne de la família Rosaceae natural del nord d'Europa.
És una planta herbàcia erecta que aconsegueix un metre d'altura. Les fulles tenen 3-5 folíols dentats. Les flors són hermafrodites i de color vermell. El fruit és un aqueni. La floració té lloc entre els mesos de juny i agost.